# Cola mayumbensis
Cola mayumbensis är en malvaväxtart som beskrevs av Arthur Wallis Exell. Cola mayumbensis ingår i släktet Cola och familjen malvaväxter. Inga underarter finns listade i Catalogue of Life.